# 庫氏杜父魚
庫氏杜父魚，為輻鰭魚綱鮋形目杜父魚亞目杜父魚科的其中一種，為溫帶淡水魚，分布於俄羅斯勒拿河流域，體長可達9.1公分，棲息在底中層水域，生活習性不明。

## 擴展閱讀
維基物種上的相關：庫氏杜父魚